# Vierordtbad

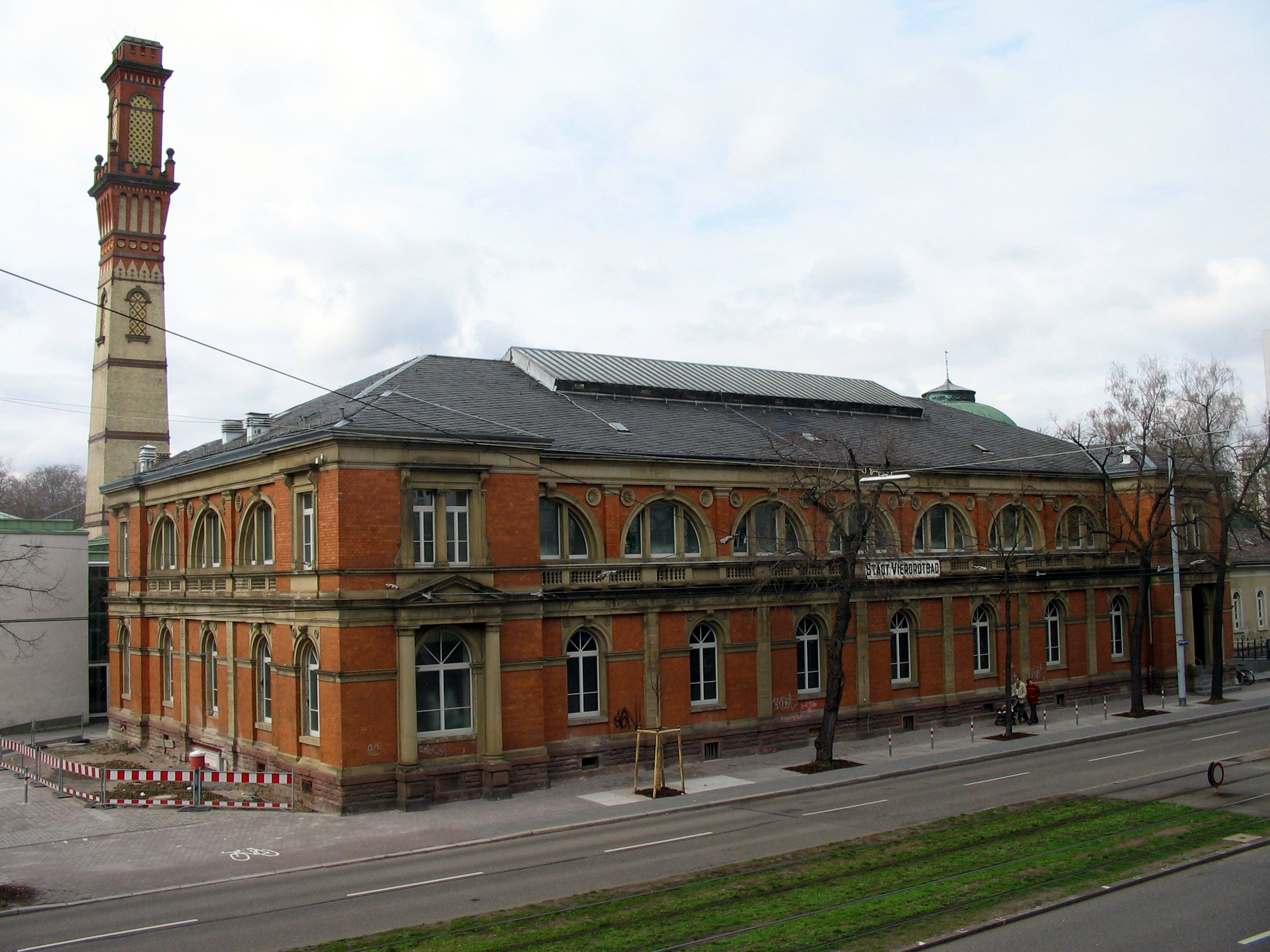
Badehaus des Vierordtbades

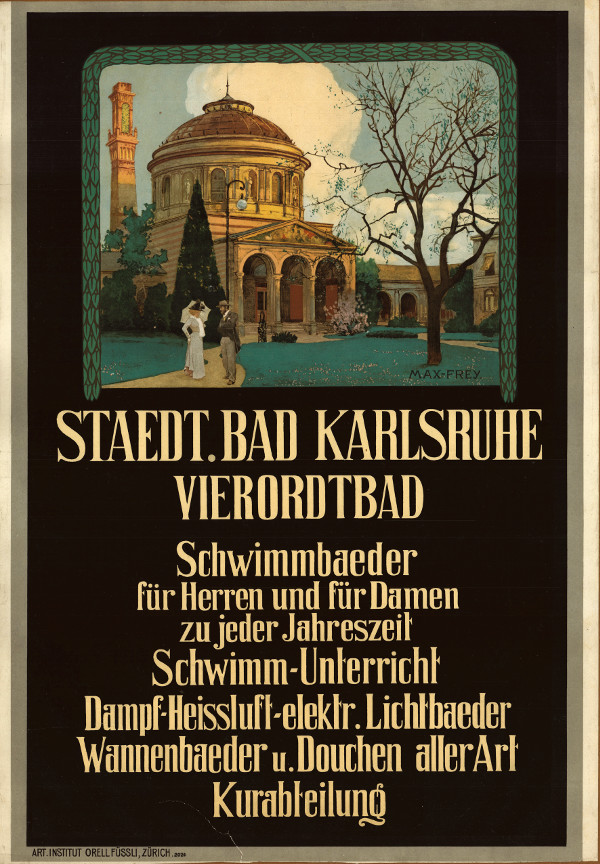
Werbeplakat um 1900 von Max Frey

Das Vierordtbad ist die älteste Badeanstalt in Karlsruhe. Das historistische Kulturdenkmal von besonderer Bedeutung im Stil der Neorenaissance befindet sich in zentraler Lage am Festplatz neben dem Kongresszentrum.

## Geschichte

### Die Stiftung
Das Bad wurde in seiner Urform von dem Bankier Heinrich Vierordt (1797–1867) gestiftet und in den Jahren 1871 bis 1873 erbaut. Eine Inschrift am Portal erinnert an den Stifter, aus dessen Vermögen von den Baukosten in Höhe von 303.000 ℳ (entspricht heute etwa 2.700.000 EUR) 124.000 ℳ bezahlt wurden, und an die Förderung durch den Großherzog Friedrich. Entworfen wurde der Bau von Oberbaudirektor Josef Durm.
Vierordt hatte freilich, als er der Stadt 60.000 Gulden für wohltätige Zwecke vermachte, nicht an die Einrichtung eines Bades gedacht, sondern vielmehr den Bau einer Markthalle fördern wollen. Dagegen hatten sich allerdings die Karlsruher Marktfrauen so vehement verwahrt, dass man den Plan aufgab und das Vermächtnis für den Bau der Badeanstalt verwendete.

### Erste Bauphase und erste Verbesserungen

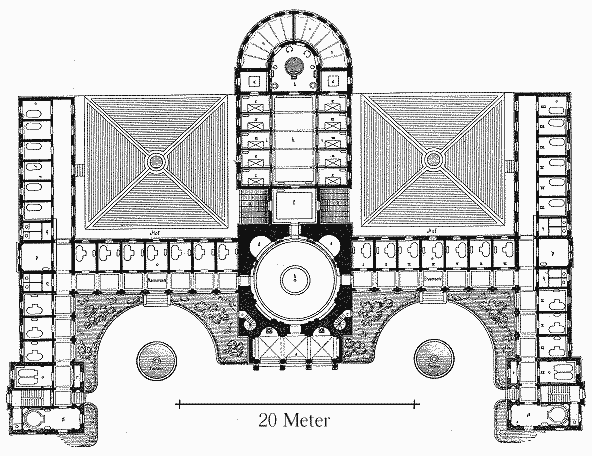
Grundriss 1873

In der ersten Phase wurden nach Durms Plänen ein Trakt, in dem Wannen- und Dampfbäder angeboten wurden, und die Kurabteilung errichtet. Den Mittelpunkt bildete eine Rotunde. Diese wurde mit acht Zinkgussfiguren in Nischen zwischen den Fenstern geschmückt, von denen je zwei genau gleich sind. Die Figuren scheinen antike Vorbilder zu haben. Eine weitere Figur stand in einer Grünanlage vor der Rotunde. Sie befindet sich heute nicht mehr dort. Auch die Büsten des Großherzogs Friedrich I. und seiner Gemahlin Luise, die einst in der Säulenhalle standen, fehlen heute. Der Giebel über dem Eingang wurde mit einem Gemälde von Rudolf Gleichauf geschmückt, das Hygieia in Begleitung zeigte. Für das Innere der Rotunde schuf Wilhelm Klose vier Landschaftsgemälde, die über den Türen zu sehen waren.
Das Bad wurde am 3. April 1873 eröffnet. Dem Publikum standen Wannenbäder erster und zweiter, später auch dritter Klasse zur Verfügung. Angeboten wurden auch Kohlensäure- und Schwefelbäder. Das Warmwasserreservoir fasste 29 Kubikmeter Wasser; beheizt wurde das Badewasser abwechselnd mit zwei verschiedenen Kesseln. Wannenbäder standen im Vierordtbad über 100 Jahre zur Verfügung. Ab 1985 wurden nur noch im benachbarten Tullabad Wannenbäder angeboten, mangels Nachfrage wurde jedoch schon nach wenigen Jahren darauf verzichtet.

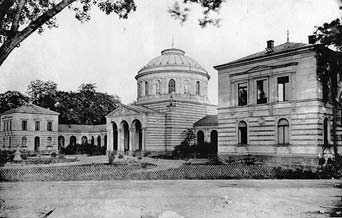
Das Vierordtbad um 1880

Schon ab 1874 erfolgten Veränderungen und Verbesserungen. So stellte sich rasch heraus, dass die Heizungsanlage überarbeitet werden musste. Ab 1887 wurde das Bad mit Gas beleuchtet. Das Fresko über dem Portal von Rudolf Gleichauf zeigte schon nach zwei Jahrzehnten so gravierende Schäden, dass der Maler Wilhelm Klose eine Übertragung des Bildes auf sechseckige Fliesen mittels Hypokaustik finanzierte. Diese Arbeit wurde durch Professor Robert Ulke ausgeführt. Klose finanzierte jedoch nicht nur diese Erhaltungsmaßnahme, sondern auch einen Brunnen vor dem Bad, den Johannes Hirt in den Jahren 1905 bis 1909 schuf. Dieser Hygieia-Brunnen ist mit den Inschriften Gib den Starken Mut / Kranken frisches Blut und Fließe rein und hell / der Gesundheit Quell versehen.
Trotzdem wurde schon 1897, nach 25 Betriebsjahren, der Abriss des Gebäudes erwogen, da sowohl der bauliche Zustand als auch die Technik zu wünschen übrig ließen. Nichtsdestoweniger wurde auch zu Beginn des 20. Jahrhunderts die Einrichtung des Bades als „vorzüglich“ gelobt. Der damalige Oberbürgermeister der Stadt, Karl Schnetzler, bezeichnete jedoch einen solchen Abbruch als Barbarei, der auch mit der Erzielung finanzieller Vorteile nicht entschuldigt werden könne. Da außerdem Vierordts Stiftung hätte ersetzt werden müssen, wenn man den Bau abgerissen hätte, entschloss man sich, die Badeanstalt weiter zu betreiben und zu sanieren.

### Zweite Bauphase: Das Schwimmbad

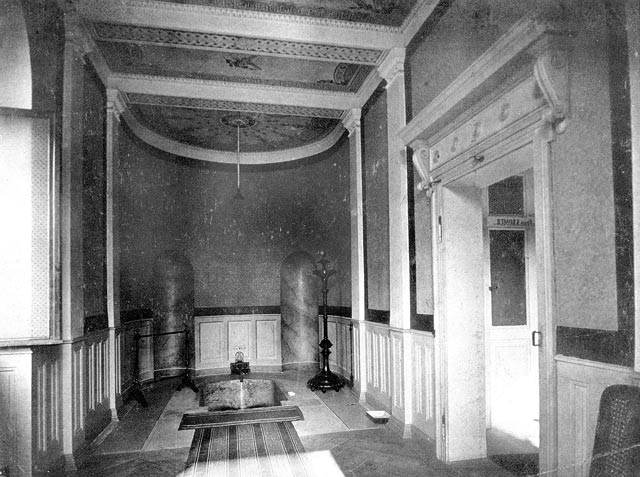
Bis 1898 gab es auch zwei Salonbäder im Vierordtbad.

Im Jahr 1900 wurde das Angebot des Bades um eine Schwimmanlage erweitert. Stadtbaurat Wilhelm Strieder schuf ein Schwimmbecken mit einer Größe von 28,70 × 10,70 Metern mit einer Tiefe von bis zu 2,80 Metern. Ferner wurden Kalt- und Warmwasserbecken in einer neuen Kurabteilung geschaffen und 40 Umkleide- und Ruheräume gebaut. Neben dem Kurbad wurden Wäscherei und Kesselhaus untergebracht. Das umgebaute Bad wurde am 2. Juli 1900 wieder eröffnet. Pläne, an den Westflügel noch eine zweite Schwimmhalle, die Frauen vorbehalten sein sollte, anzufügen, wurden nicht verwirklicht.

### Sanierungen 1938
Den Sanierungen im Jahr 1938 fielen die Stuckarbeiten an der Decke und in den Kabinen zum Opfer. Statt der breiten alten Holzkabinen wurden nun schmälere eingebaut. Die Wandflächen und die Böden wurden mit grünen Majolikafliesen ausgekleidet und die Technik des Bades wurde teilweise saniert.
In den Jahren 1944/45 war das Bad kriegsbedingt acht Monate lang geschlossen; danach wurde der Betrieb wieder aufgenommen.

### Bau des Tullabads 1955 und Erweiterungen
Nachdem die Pläne, ein Frauenbad zu errichten, aus dem Jahr 1900 endgültig verworfen worden waren, wurde 1955 direkt neben dem Vierordtbad das Tullabad errichtet. Die beiden Bäder wurden durch zwei Gussleitungen miteinander verbunden, die es ermöglichten, auch das Wasser der Schwimmhalle des Vierordtbades im Tullabad aufzubereiten. Dieses verfügte damals über modernste Technik.
Das Vierordtbad erhielt außerdem 1959 einen Anbau für Unterwassermassage. Bis vor wenigen Jahren befand sich in diesem Bereich des Bades der Whirlpool.

### Neue Schwimmhalle 1960 und Umgestaltung ab den 1960er Jahren
1960 wurde eine zeittypische neue Schwimmhalle auf der Seite der Ettlinger Straße angebaut. Da im Vierordtbad nach wie vor bauliche Mängel zu beklagen waren und die Zahl der Umkleidekabinen als nicht ausreichend angesehen wurde, beschloss man nun den Abriss des ganzen Kurbades. Alternativ wurde zwar erwogen, nur den Umkleidetrakt zu ersetzen, doch 1962 begann der Abriss und am 15. Mai 1964 wurde der von Hans-Jürgen Lau geplante neue Bau eröffnet. Er enthielt einen Umkleidebereich, Heiß- und Warmlufträume, Dampfräume und ein Kalt- und ein Warmwasserbecken. Das Majolikawandbild über den Becken schuf Carl Egler.
1967 wurden die Fliesen des Schwimmbeckens erneuert. Es folgten weitere Veränderungen. So wurden etwa im Kurbad Saunen eingebaut. 1977 wurden die Duschen und der Kassenbereich in der Schwimmhalle erneuert, 1984 Massagedüsen und eine Schwallbrause im Schwimmbecken eingebaut.
Das Gebäude für Unterwassermassage aus dem Jahr 1959 musste 1981 dem sogenannten Böhlerbau weichen, der den Whirlpool und den neuen Ruheraum aufnahm.
Ab 1996 wurde das Kurbad nach und nach zum Gesundheitszentrum umgestaltet. Der westliche Innenhof wurde mit Saunahütten ausgestattet, der Umkleidebereich verlegt und neu gestaltet und ein zentraler großer Raum geschaffen. Im August 2002 wurde das Bad geschlossen und die Sanierung der Schwimmhalle begann, die mit zwei Becken und neuer Technik ausgestattet wurde. 2004 erfolgte die Umstellung auf Fernwärme im Gesundheitsbad, was eine Erneuerung der Lüftungsanlage nötig machte. Am 29. Januar 2005 wurde die Anlage wieder eröffnet.

## Ehemalige Gebäude

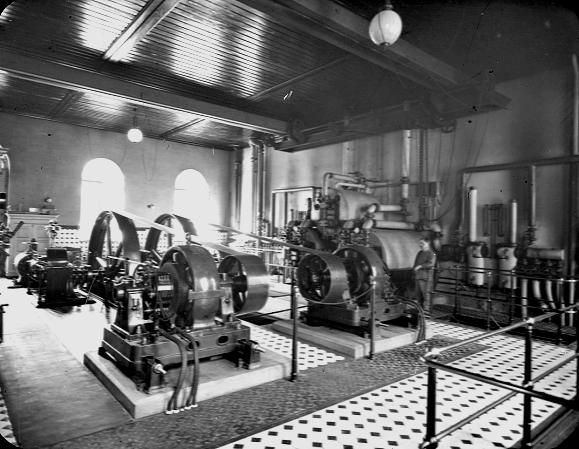
Generatoren zur Stromerzeugung um 1900

Das Kesselhaus versorgte um 1900 das Vierordtbad mit Wärme und Strom. Später wurde es von den Stadtwerken als Heizwerk Mitte genutzt und noch zweimal – 1956 und 1961 – saniert und erweitert. 1973 wurde der Warmwasserbehälter neben dem Kesselhaus abgerissen und durch einen neuen ersetzt, der 45 000 Liter Wasser fasste. Auch dieser ist nicht erhalten; heute befindet sich ein 9 600-Liter-Behälter im Keller der Badeanlage. Vom Kesselhaus und dem im Freien aufgestellten Warmwasserbehälter blieb außer dem historischen Kamin im minarettartigen Stil nichts erhalten; sie wurden 1989 abgerissen, als statt ihrer die Gartenhalle gebaut wurde.

## Angebote
Das Vierordtbad besitzt neben dem Badehaus mit zwei Innenbecken und drei Außenbecken auch eine Saunalandschaft, ein Bistro, eine angeschlossene Praxis für Massage, medizinische Bäder und Krankengymnastik sowie einen Kosmetiksalon.

## Trivia
Am 22. Oktober 1926 führte ein 16-jähriger Realschüler trotz eines bestehenden Verbots einen Kopfsprung aus. Aufgrund der geringen Wassertiefe von 80 cm zog er sich eine schwere Rückenverletzung zu, an der er einen Tag später verstarb.